# Mothetjoa Metsing
Mothetjoa Metsing, 2 février 1967, est un homme d'État lésothien.